# Hira (Nouvelle-Zélande)
Hira est une localité du nord de l’Île du Sud de la Nouvelle-Zélande.

## Situation
C’est un petit village localisé à approximativement 20 km au nord-est de la ville de Nelson.
Il est situé dans la vallée du fleuve Wakapuaka.